# منطقة ونغ تونغلانغ
منطقة ونغ تونغلانغ (بالإنجليزية: Wang Thonglang District)‏ هي منطقة من مناطق بانكوك. يبلغ عدد سكانها 114805 نسمة وذلك حسب إحصائيات سنة 2013. تبلغ مساحتها 23.678 كم².

الموقع في بانكوك